# نقطة التمايز
يشير مصطلح نقطة التمايز إلى العوامل التي تخلق التمايز في الخدمات أو المنتجات. التمايز هو الطريقة التي تتميز فيها السلع أو الخدمات عن منافسيها. تُعتبر فوائد الزبون المتزايدة والولاء للعلامة التجارية مؤشرات نجاح نقطة التمايز. على أي حال، من الممكن أن تسبب درجة التمايز الكبيرة خسارة السلع أو الخدمات لمعاييرها في صناعة معينة، ما يؤدي لخسارة متتالية للمستهلكين. بالتالي، من الضروري وجود توازن في التمايز والتشابه، ويجب اعتماد نقطة تكافؤ للسماح باستمرار المؤسسة أو تعزيز المنافسة بينها وبين المؤسسات الأخرى.

## أهمية التمايز

### التميز عن المنافسين
من الممكن أن تحقق مؤسسة ما دخلًا محتملًا أكبر في حال تميزت عن منافسيها. لأن تميز السلع أو الخدمات يحد من خيارات المستهلكين، ما يدفعهم لشرائها من شركة معينة دون الأخرى. بالإضافة إلى ذلك، يمكن تقليل التهديدات التي يخلقها وجود المنافسين بشكل كبير، ما يعني أن اعتماد إستراتيجية التمايز، سيتيح للمؤسسات أن تكون أكثر تنافسية وأن يكون لديها القدرة على امتلاك مصدر لدخل أكبر.

### التأثيرات على الوفاء للعلامة التجارية
لأن خيارات المستهلكين ستصبح أقل عند اعتماد إستراتيجية التمايز، من غير المرجح أن يقبل المستهلكون خيارات أخرى من غير قناعة. ما يعني أن ذلك يقود المستهلكين للاعتماد على شركة معينة، وتأسيس علاقة أفضل معها. بالتالي، ستتمكن المؤسسات من الاستفادة من فكرة الوفاء للعلامة التجارية وتعزيز المنافسة بشكل أكبر.

## نقطة التمايز ونقطة التكافؤ
تُستخدم نقطة التمايز ونقطة التكافؤ لإضفاء ميزة تنافسية على علامة تجارية ما عن طريق خدمة أو سلعة.
نقاط التمايز- هي السمات أو المنافع التي يربطها المستهلكون بالعلامة التجارية، يقيمونها بشكل إيجابي ويعتقدون أن علامات تجارية أخرى لن تقدم لهم القدر نفسه منها، على سبيل المثال، النقاط التي تدعي فيها  الحصرية أو التفوق على منتجات أخرى في الفئة.
نقاط التكافؤ- السمات التي لا تكون حصرًا على علامة تجارية معينة بل من الممكن أن تشاركها فيها علامات تجارية أخرى. على سبيل المثال، عندما يمكنك على الأقل أن تطابق المنافس في ما يدعي أنه الأفضل. على الرغم من أن نقاط التكافؤ ليست سبب اختيار العلامة التجارية عادة، لكن من الممكن أن يكون غيابها سبب الامتناع عن الشراء منها.
في حين أنه من المهم إنشاء نقاط تمايز، من المهم بالقدر نفسه إنهاء المنافسة عن طريق تحقيق نقاط التكافؤ نفسها. عند دخول بعض العلامات التجارية بشكل متأخر إلى السوق، يعمد العديد منها إلى تحويل نقاط تمايز المنافسين إلى نقاط تكافؤ للفئة وبالتالي تحتل الصدارة عن طريق تقديم نقطة تمايز جديدة.
تشير نقاط التكافؤ إلى الطريقة التي يقدم فيها منتج لشركة ما أشياء مشابهة لمنافسيها في الصناعة الواحدة. من الممكن أن تُعرف نقاط التكافؤ أيضًا بأنها العناصر التي تُعتبر إلزامية لتُعرف علامة تجارية ما بأنها منافس شرعي في صناعة محددة.
يسبب وجود مستوى مرتفع من التمايز خسارة السلع أو الخدمات لمعاييرها، لكن لا يفيد غيابه المؤسسة أيضًا. بالتالي، لتجنب التمايز الكبير، من الممكن أن يكون اعتماد نقطة التكافؤ هو الحل. من حيث تقديم أوجه الشبه، على الشركة أن تنظر إلى الفوائد وجميع الميزات الإيجابية لمنتج المنافس وتستفيد منها. في الوقت نفسه، من الممكن أن تعمل المؤسسات على الجوانب السلبية أو تعزز الميزات الإيجابية لمنتج معين بهدف تحقيق التمايز، والاستفادة منها. بالتالي، يُعتبر تحقيق التوازن بين نقطة التمايز ونقطة التكافؤ عاملًا رئيسيًا لنجاح المؤسسة.
يلاحظ كل من كيفين كيلير وآليس تايبوت وجود ثلاثة أنواع من التمايز: مجموعات أداء العلامة التجارية، ومجموعات صورة العلامة التجارية، ومجموعات رؤية المستهلك. تعمل مجموعات رؤية المستهلك فقط في حال تكافؤ المجموعتين الباقيتين. تُعتبر رؤية المستهلك نقطة تمايز ضعيفة بمفردها، ويمكن تقليدها بسهولة.
عادة ما كان المسؤولون عن تموضع العلامات التجارية يركزون على الاختلافات التي تسمو بكل علامة تجارية بعيدًا عن المنافسة. لكن لا يُعتبر التأكيد على الاختلافات أمرًا كافيًا للحفاظ على استمرارية العلامة التجارية في وجه المنافسين. يجب على المديرين أيضًا أخذ الإطار المرجعي الذي تعمل من خلاله العلامة التجارية والميزات التي تشاركها العلامة التجارية مع المنتجات الأخرى بعين الاعتبار.
من الممكن أن تقدم ثلاثة أسئلة حول العلامة التجارية المساعدة، وهي:
1. هل شكلنا إطارًا؟ يشير الإطار المرجعي للمستهلكين إلى الهدف الذي يمكنهم تحقيقه عن طريق استخدام العلامة التجارية.
2. هل نحقق استفادة من نقاط التكافؤ الخاصة بنا؟ يجب تحقيق نقاط تكافؤ معينة في حال اعتبر المستهلكون منتجك منتجًا شرعيًا في إطار مرجعيته.
3. هل نقاط التمايز مقنعة؟ من الممكن أن تصبح السمات المتميزة التي يعتبرها المستهلك ذات صلة وقابلة للتصديق سمة قوية، ومفضلة، وفريدة للعلامة التجارية، قادرة على تمييز العلامة الجارية عن علامات أخرى ضمن الإطار المرجعي نفسه.

## التقييم
يجب أن يكون تقييم معيار المرغوبية للمستهلك فيما يتعلق بنقاط التمايز ضد:
- الملاءمة
- التميز
- إمكانية التوصيل

عند تقييم معيار إمكانية التوصيل لنقاط التمايز يجب النظر إلى:
- قابلية التنفيذ
- قابلية الانتقال
- الاستدامة

## أنواع التمايز

### تمايز المنتَج
بهدف تحقيق تمايز المنتج، عليه أن يتمتع بميزات فريدة أخرى ويتميز عن المنتجات المنافسة له، أو أن يصبح ذلك المنتج الوحيد الذي يقدم ميزات معينة للمستهلكين عبر إدخال صناعة جديدة. يُعتبر تحقيق تمايز المنتج إحدى الطرق التي تصبح فيها المؤسسات قائدة في السوق. على أي حال، في حال كان تمايز المنتج أساسيًا جدًا، يمكن أن يسبب مشاكل قبول من جانب المستهلكين، لأنه من الممكن ألا يطابق المعايير المتوقعة، أو من الممكن أن يفسد بسرعة.